# ショッカー首領
- 仮面ライダーシリーズ
  - 仮面ライダー
    - ショッカー > ショッカー首領
    - ゲルショッカー > ショッカー首領

  - 仮面ライダーストロンガー > ショッカー首領
  - 仮面ライダーシリーズ第1期登場怪人一覧 > ショッカー首領

ショッカー首領（ショッカーしゅりょう）は、特撮テレビドラマシリーズ「仮面ライダーシリーズ」の作品に登場する架空のキャラクター。ショッカー大首領（）とも呼ばれる。
ここでは、その別の姿であるゲルショッカー首領やデストロン首領・岩石大首領などについても記述する。

## 概要
オリジナルは特撮テレビドラマ『仮面ライダー』に登場。その名の通り、悪の秘密結社ショッカーを率いる首領である。『仮面ライダー』後半ではゲルショッカー、『仮面ライダーV3』ではデストロンに組織を鞍替えしている。
その後、『仮面ライダーストロンガー』で登場する岩石大首領が、ショッカーから『仮面ライダーストロンガー』のデルザー軍団までを操っていた黒幕であることが明かされる。なお、テレビスペシャル『10号誕生!仮面ライダー全員集合!!』に登場するバダン総統の声が同一のものだった（声 - 納谷悟朗）こともあって、ショッカー首領や過去の悪の組織との関連を疑われることもあるが、真相は不明（詳細は#関連キャラクターを参照）。
その正体は謎に包まれ、昭和仮面ライダーシリーズの映像作品中では明らかにされていない。しかし、後年の作品では個々に設定を設けているものもある。

## 各作品でのショッカー首領

### テレビシリーズ

#### 『仮面ライダー』
当初は姿を一切見せず、各地のショッカー基地にある鷲型のレリーフから声で指令を送るのみであった。上層の構成員はおろか、歴代の大幹部でも直接謁見することはできなかったという。一人称は基本的に「私」だが、最終回（第98話）では「俺」「ワシ」と発している。初期は首領自身がショッカーと呼ばれていた。
仮面ライダー1号・仮面ライダー2号による敗戦が重なった末にはショッカーを見限り、ゲルダム団と結託してゲルショッカーを組織する。最終回（第98話）ではブラック将軍と再生怪人たちが1号・2号に倒された直後、浜名湖湖畔にて赤い三角頭巾とマント姿で出現する。その後、浜名湖地底のゲルショッカー本部に突入してきた1号・2号と対峙した際に晒された三角頭巾下の素顔には無数の毒蛇が絡みついていたが、これも首領の仮の顔であり、その下には巨大で不気味な単眼（一つ目）の怪物の顔が隠されていた。追い詰められて顔面から閃光を放ち、体から毒ガスを噴出して抵抗したものの敵わず、最後は1号・2号を道連れに自爆しようとする。しかし、首領本体は残された眼球のような球体に逃げ延びていた。
なお、巨大な目玉は第66話でショッカー墓場の十字架の中央部分、赤い三角頭巾と赤いマント姿は第67話でV作戦=仮面ライダーを抹殺するために開発した、改造人間の肉体組織を破壊するアンドロガスを放出するライダー破壊人形の1体に赤い頭巾とマントを着用という形ですでに登場していた。
首領の正体
『テレビマガジン』1972年10月号掲載の「ショッカーのひみつ100」では、正体は読者が知っているような人物かもしれないと脅かしつつ、地球人であると明言されていた。プロデューサーの平山亨も、後年のインタビューで「正体はいつもボカしていたけど、案外そこら辺に歩いているお爺さんじゃないかって思ったりもした」と当時の構想を語っている。しかし、シリーズが続くと宇宙からの来訪者であることがほのめかされるようになる（詳細は後述）。
ゲルショッカー首領のデザイン画では単眼（一つ目）の顔と蛇の絡みついた顔が並んで描かれており、その2案とも採用したために「蛇の群れの下に隠された一つ目」という造型となった。書籍『仮面ライダー大研究』では、石ノ森側と制作スタッフ側で案を一本化できなかったために両案を採用することになったと記述している。
最終回（第98話）の制作前に毎日放送ではゲルショッカー首領の正体のデザインを公募しており、書籍『仮面ライダー大研究』では応募の大多数はゲルショッカーのシンボルマークを模した「鷲と蛇の合成怪人」であったという噂があることを記述している。
最終話（第98話）の脚本では、岩山から巨大な姿を表すと描写されていた。
制作関連
ショッカーのレリーフは発泡スチロールの削り出しで急造されたものであり、アジトに象徴的なモチーフを置くことによって舞台的なイメージを持たせることが意図された。資料によっては、レリーフの造型は準備段階での美術を担当した三上陸男によるものと記述しているが、三上の後任として美術を担当した高橋章は、当時エキスプロダクションに出入りしていた彫刻家の池田宗弘によるものだと証言している。
首領が喋る際の演出は、視聴者に毎回同じとは思われたくないという照明の太田耕治の意向により、照明の色やフィルターの形状などが変更されていった。
声を担当した納谷悟朗は、音響監督の太田克己の「かっこ良くやればいい」という意見に基づき、手下に容赦しない非情さと統率者としての威厳を意識して「怖く強く絶対である」というイメージで演じたと述べている。

#### 『仮面ライダーV3』
『仮面ライダー』の最終話（第98話）で基地と共に自爆したかに思われていたが、新組織・デストロンを結成し、再び世界征服に乗り出す。
旧組織の時と同じく姿は見せず、デストロンレリーフ（サソリを象った像）から声を送り、幹部や怪人たちに命令を下す。これには無線受信器が内蔵されており、これで仮面ライダーV3にアジトを知られた。
第48話で仮面ライダーV3の前で現した首領は、笑い顔の仮面を付け頭に包帯を巻いた姿だった。第51話での結城丈二との会話で、自身が人間ではないことを示唆し、結城に悪魔と言われている。最終話（第52話）で現したその実体は、全身白骨の姿に心臓と電子頭脳を擁した正体不明の怪人であった。自身を地球の人類に死をもたらす死神と称していたが、仮面ライダーV3の攻撃によってバラバラになり心臓も破壊され、アジトごと自爆した。
- 演じる納谷悟朗は前作とは演技を変えようと考えたが、採用には至らなかった[33]。
- 第52話の正体は、スーツではなく操演で表現された[31]。
- PSのゲーム版では、原作ではなかった鎌を武器として持っている。

#### 『仮面ライダーストロンガー』
『仮面ライダー』のショッカーから『仮面ライダーストロンガー』のデルザー軍団までの悪の組織を影から操っていたと設定されている。詳細は#岩石大首領を参照。

#### テレビシリーズの設定を基にした作品
『私の愛したキャラクターたち』
平山亨による短編小説。雑誌『宇宙船』に連載後、単行本化された。ショッカー大首領は第4章・死神博士の節に登場する。
後に死神博士と呼ばれる青年イワン・タワノビッチが、亡き妹ナターシャを蘇生させる方法を求めた果てに頼ったのが、伝説的なチベットの魔法医チェン・マオだった。チェン・マオの治療は思念の力で健康な肉体を想起して具現化するというものであるが、イワンがチベットの山奥を訪れたとき、彼の思念は肉体をその場に残してニカラグアまで飛んでいたため、接触できなかった。その後、ニカラグアまで追いかけてきたイワンにチェン・マオの思念が語りかけ、ショッカー大首領であることを明かすと、ナターシャを癒す技術と引き換えに自らの配下になるよう持ちかける。
「わがショッカーよ永遠なれ！」
『宇宙船』Vol.30の仮面ライダー特集に際し、平山亨が執筆した掌編。歴代の組織や大幹部を使い捨てながら、自らは決して滅びないショッカー大首領の恐ろしさを、暗闇大使の視点から描く。
死神博士は同輩と功績を競う一介の幹部として扱われることに自尊心が耐えられずに破滅し、地獄大使が裏切りを装うという捨て身の策に出てまで示した忠誠心も虚しく、ショッカーはただちにゲルショッカーに取って代わられた。さらに、その後に控えていたデストロンのドクトルGは、黒魔術を使う悪魔に近しい存在として大首領からもある種の敬意を得ていたが、武人としての責任感の強さを刺激され、仮面ライダーV3を相手に討ち死にを遂げるという、死神博士と好一対の末路となった。
以下、GODからデルザー軍団に至るまですべては大首領の操るところであり、7人の仮面ライダーに敗れて自爆した後も大首領は数年のうちにショッカーの残党を狩り集め、ゼネラルモンスターにネオショッカーを組織させた。これも仮面ライダーたちに滅ぼされるとドグマが現れ、次いで悪魔元帥率いるジンドグマが現れた。悪魔元帥の本性であるサタンスネークもまた大首領の顕現であり、「体中器械の悪魔元帥の脳というのは、ショッカー大首領そのものであったわけだ」と暗闇大使は述懐する。長年にわたり陰から大首領の所業を眺めてきた暗闇大使にもその正体は見当が付かず、「イドの怪物」とたとえるのが精一杯だった。
小説『S.I.C. HERO SAGA MASKED RIDER EDITION -ここより永遠に-』
この作品では、全宇宙を掌握しようとするB26暗黒星雲から派遣された為政官となっている。辺境の惑星である地球に放置された身であり、惑星を統治することがつまらないと想い、太古のサルを人間へと改造させた。
さらにショッカーにわざと捕まりにきた本郷との会話で、「ショッカーを作り上げたものの、本気で世界征服する気がない」と指摘されたり、本郷のパワーアップ改造もまた、自分の遊びに過ぎないものだった。
スーパーファミコン用ソフト『仮面ライダー』
199X年にショッカーが復活し、ラスボスとしてデスバンイーターの姿で登場。詳細は#デスバンイーターを参照。
PlayStation用ソフト『仮面ライダー』 / 『仮面ライダーV3』
ライダーストーリーのラスボスとして登場。ショッカーストーリーでは音声のみで登場して怪人たちにバトルロワイヤルを行わせ、その頂点に立った者（プレイヤー）を最強怪人へ改造させる。この作品ではプレイヤーキャラクターとならないが、続編『仮面ライダーV3』では隠しキャラクターとしてデストロン首領が登場する。ショッカーの時でもデストロンの時でも実際に戦闘を行い、必殺技を使う。
漫画『仮面ライダーSPIRITS』
ネオショッカー大首領、帝王テラーマクロ、悪魔元帥がバダン総統 (JUDO) とは別の存在として描かれているのに対し、ショッカー首領（デストロン首領と岩石大首領）との関係は同一の存在のように描かれている。しかし、JUDOは過去の首領について「自律プログラム」であると語るほか、結城丈二がデストロン首領に仕えていたことを「知らない」と言い放つなど、厳密には大首領とは別個の存在である。
漫画『7人ライダー最後の大決戦』
成井紀郎による『仮面ライダーストロンガー』終盤を題材とした漫画作品。首領の正体はタルタロス星の王「キング・ショッカー」であり、デルザー軍団の改造ベースは人間ではなくタルタロス星人であることを、デルザー軍団の捕虜となっていたエリュシオン星人の科学者が語っている。

### 漫画『仮面ライダー』
一切姿を現さず、本郷猛改造やコブラ男の再改造の際に音声のみ登場している。別名はゴッドショッカー。総統とも呼ばれる。

#### 小説『仮面ライダーEVE』
続編となる小説では、ツングース隕石に乗って地球に飛来した寄生生物であることや、その寄生のための鉢としてガイボーグの製造に着手していたことが明かされている。
また、テレビシリーズとは異なり、ショッカーからバダンまでの組織を支配していたことが明確となっている。ネオショッカー大首領と同型の翼竜にも乗っている。

### 平成仮面ライダーシリーズ
『仮面ライダーオーズ/OOO』
仮面ライダーシリーズの999回記念と1,000回記念の回では、『仮面ライダーオーズ』以前にショッカーが存在していたことを示唆する描写がある。また、鴻上の制作する1,000回記念映画（作中作）『仮面ライダーオーズ対ショッカー』では、泉信吾に憑依したアンクがショッカー首領役を担当した。

映画『オーズ・電王・オールライダー レッツゴー仮面ライダー』
『仮面ライダー』とほぼ同じ外見だが、頭部の外見・構造が若干異なっている。赤い爪が生えた白い手と黒いブーツを履いた足を持つ他、胸には鎖で繋がれた金色の巨大なショッカーエンブレムがある。ショッカーのみならず、同盟関係にあるさまざまな暗黒組織の頂点に君臨する存在になっている。
戦闘描写も加わり、一つ目や両手からの光弾、頭部に生えた複数匹の蛇を大蛇に巨大化させ、伸ばして行う締め付けや投げつけ、蛇の口や目から連続して火炎弾を放ち、胴体から光弾などの多彩な攻撃で28人のオールライダーを圧倒するが、新たに変身したオーズ タマシーコンボが放った破壊力1,000トンを誇る必殺技の「魂ボンバー」を受けて吹き飛ばされる。
しかし、それでも倒されず怒りが頂点に達したショッカー首領は、岩石大首領へと姿を変える。以降の動向は#岩石大首領を参照。
小説『S.I.C. HERO SAGA KAMEN RIDER OOO EDITION -OOZ-』
上記映画の後日譚。敗退したが、生き延びて新たな身体を手に入れるために6連ドライバーの開発を目論んでいた。
フードを被った骸骨というデストロン時代の姿（デストロン首領と呼ばれる姿）で登場する。上記映画に登場したショッカーグリードとゲルショッカーグリードとデストロングリードなどの人造グリードを操り、新たな計画を実行する。以降の動向は#OOOOOO（ヘキサオーズ）を参照。
『ネット版 仮面ライダー×スーパー戦隊×宇宙刑事 スーパーヒーロー大戦乙!〜Heroo!知恵袋〜あなたのお悩み解決します!』
第9話「その5〜G3編〜なぜ、さおだけ屋は潰れないのか?」にメインゲストとして登場。
『オーズ・電王・オールライダー レッツゴー仮面ライダー』とほぼ同じ外見をしている。
映画『スーパーヒーロー大戦GP 仮面ライダー3号』
『仮面ライダー』と同様、仮面ライダー1号・仮面ライダー2号に敗れるも、その魂を電子頭脳に移し生き延びていていたことが明らかになる。以降の動向は#ライダーロボを参照。
テレビスペシャル『手裏剣戦隊ニンニンジャーVS仮面ライダードライブ 春休み合体1時間スペシャル』
上記映画の前日譚。計画の途中で死亡したディー博士を、ロイミュードを使って複製し、歴史改変マシンを完成させる。その後、主人公・泊進ノ介に一連の事件の黒幕として正体を暴かれると、ディー博士を複製したロイミュード089のショッカーベルトから仮面ライダードライブやニンニンジャーと会話を交わす。
『dビデオスペシャル 仮面ライダー4号』
上記映画でライダーロボ破壊と共に消滅したが、乾巧の生に対する思いから生まれて復活し、再起動した歴史改変マシンから現れる。以降の動向は#仮面ライダーファイズ（シグナルレジェンド）を参照。
小説『S.I.C. HERO SAGA MASKED RIDER DECADE EDITION -オーズの世界-』
上記映画の後日譚。ライダーロボの正体として再登場。詳細は#ライダーロボを参照。
小説『S.I.C. HERO SAGA MASKED RIDER DEN-O EDITION -1971年4月3日-』
『劇場版 仮面ライダー電王&キバ クライマックス刑事』の後日譚。立花藤兵衛の記憶から1971年4月3日に移動したネガタロスに、本郷猛拉致の計画を邪魔されるが、単身基地に乗り込むネガタロスや時の列車の存在に興味を示す。
本作品では、一つ目から実体化したイマジンの身体を崩壊させる怪光線を発射する。ネガタロスはショッカー首領に憑依したことで記憶を偶然覗き、その正体が地球外生命体だと知る。
小説『MASKED RIDER DEN-O 『ロスト・トレイン』』
10人の昭和仮面ライダー（仮面ライダー1号からZXまでの仮面ライダー）が最終決戦直前に消えてしまったため、平成仮面ライダーたちが各時代で戦うことになったため、1993年ではゲルショッカー首領として、仮面ライダー1号と仮面ライダー2号に代わり仮面ライダークウガと仮面ライダーアギトが現れたことに驚きを見せる。仮面ライダー1号や仮面ライダー2号に対抗するために機械を狂わせる光線を用意していたが、機械ではないクウガやアギトには通用しなかった。
1994年ではデストロン首領として、仮面ライダーV3とライダーマンの代わりの仮面ライダー龍騎と仮面ライダーファイズが、ザリガーナ（ヨロイ元帥）との対峙中に出現し、前回現れたクウガやアギト同様現れた、龍騎やファイズが何だったのかという疑問を持つ。

### 『仮面ライダー THE NEXT』
テレビシリーズ同様姿を現さず、ショッカーレリーフから指令を送る声のみの登場。本作品は『仮面ライダー THE FIRST』の続編であるが、『THE FIRST』では幹部が指令を送るのみで、首領の存在は確認されていなかった。

## 岩石大首領
『仮面ライダーストロンガー』最終話（第39話）に登場。奇岩山からデルザー軍団の支配者として姿を現す。
マシーン大元帥はその存在を知っていた。
7人の仮面ライダーに「それぞれワシの声に聞き覚えがあるのではないか？」と問いかけ、各仮面ライダーがショッカーからブラックサタンまでの歴代の組織の名を挙げた後「その通り。7人ライダー共通の敵、それがワシなのだ」と発言した。
数十メートルの岩石の巨人で、巨体を生かしたパンチやキック、両目からの破壊光線、岩石でできた堅固な皮膚や口から吐く火炎弾で攻撃する。また奇械人やデルザー改造魔人を復活させる能力を持つ。デルザー軍団のアジトである奇岩山に人面岩として潜み、デルザー軍団と仮面ライダーの死闘を監視していたが、マシーン大元帥の死亡後に全身を現した。本体は、体内に潜んでいた「一つ目の巨大な脳髄」という生命体である。7人ライダーに体内に潜入されて自身の正体を知られた後、敗北を認めて「わしは地球を捨てて宇宙の果てに帰る」と言い残し、自爆する。
- 書籍『仮面ライダー大研究』では、岩山から出現し巨大な姿で仮面ライダーと対峙するという描写は、『仮面ライダー』最終話（第98話）での脚本のイメージを継承したものと推測している[19]。

### その他の作品に登場する岩石大首領
漫画『新 仮面ライダーSPIRITS』
過去に大首領JUDOが操っていた尖兵（自律プログラムの一体）であることが明かされ、復活して登場。BADANが蘇らせた再生怪人たちと同様に自我を持たず、他者の指示に従う傀儡となっている。復活したマシーン大元帥に率いられて東京湾の海中に出現しZXと交戦したが、デルザーのピラミッドが出迎えに来たため、岩石の体を脱ぎ去って本体（コア）のみがマシーン大元帥たちと共に撤退した。
阿修羅谷での仮面ライダー&BADAN対デルザー軍団の戦闘で、デルザーのピラミッドの破片と時空魔法陣から出現した光の竜をコアが取り込むことで「黒い岩石大首領」になり、JUDOの操作で阿修羅谷深部へと潜行するが、BADANによって木端微塵に爆破されコアを失った。その後はマシーン大元帥によって、遺された破片が移動要塞「黒い奇岩山」へと再構築された。
小説『仮面ライダーEVE』
ショッカー首領が復活させた個体としてキングダークなどと共に登場。
平成仮面ライダーシリーズ

映画『オーズ・電王・オールライダー レッツゴー仮面ライダー』
仮面ライダーオーズ タマシーコンボの魂ボンバーを受けて怒りが頂点に達したショッカー首領が姿を変えた姿として登場。デザインは『ストロンガー』当時と異なっており、身の丈は4,000メートルを超える。胸部には左にヘビ、右にコブラの意匠がある。
ジャーク将軍とアポロガイスト曰く、「首領がこの姿になることは世界の滅亡を意味し、すべてを破壊し尽くすまで止まらない」とのこと。
キングダークをも遥かに超えるその巨体は岩の隙間から火炎弾を噴出し、その一挙手一投足が天災クラスの人智を超えた破壊力を誇る。変身時には怒りに同調するかの如く、周りの山々は噴火して空は黒く染まり、大きな地割れが発生した。
その規格外の力で28人のオールライダーたちを追い込むが、仮面ライダーバースが連れてきた仮面ライダーたちの援軍で、63人のオールライダーによる必殺技オールライダーブレイクでその身を貫かれ、崩壊した。
小説『S.I.C. HERO SAGA』
「MASKED RIDER DEN-O EDITION -1971年4月3日-」
ネガタロスがショッカー首領のイメージで現出した新たなる姿として岩石大首領が登場。『ストロンガー』当時の岩石大首領に似ている。
「MASKED RIDER DECADE EDITION -ストロンガーの世界-」
本来なら後世に出現するはずであったデルザー軍団の大首領。その巨体を生かしたパワーで、ディケイドとタックルなどに襲いかかる。本体は「ストロンガーの世界」の城茂。
ディオラマは「MASKED DEN-O EDITION -1971年4月3日-」に登場した際の物を使用。
「MASKED RIDER DECADE EDITION -オーズの世界-」
仮面ライダーディエンドを取り込んだライダーロボがカイジンライドで召喚。

## ライダーロボ
映画『スーパーヒーロー大戦GP 仮面ライダー3号』に登場。
最終決戦でショッカー首領の魂を宿した電子頭脳が仮面ライダー3号を取り込んで変形した巨大ロボ。武器は、両腕の連射キャノンと、内蔵した歴史改変マシンの力で対象を歴史ごと消し去る歴史改変ビーム。
電子頭脳に魂を宿していた1号と2号がライダーロボのベルトユニットを使って復活したことで、ショッカーライダーの脳改造が解けてしまい、ビームで仮面ライダーの大半を消滅させるが、エンジンとして吸収していた仮面ライダー3号にも脱出されたことでビームが使用不可能になった。最期はシュリケンジントライドロンのシュリケンジン・トライドロロンフィニッシュで破壊された。
- 担当声優の関智一によると、演じる際ショッカー首領と同じく納谷悟朗が演じたウルトラマンAのテイストで演じたと明かされている[51]。

『HERO SAGA』に登場するライダーロボ
小説『S.I.C. HERO SAGA MASKED RIDER DECADE EDITION -オーズの世界-』に登場。
「オーズの世界」に存在するショッカーの兵器として登場。『3号』では3号をコアとしていたが、劇中ではなぜ3号が抜けた後に歴史改変ビームが撃てなくなったのかは不明であったが、本作品では仮面ライダーを自らのコアとして取り込むことで、その姿に変身したり、その仮面ライダーに関する能力を使うことができ、劇中では仮面ライダーオーズと仮面ライダーディエンドを取り込み、コアメダルのコンボチェンジとディエンドライバーのカイジンライドを物にした。また、強力な電気によって、機械としての機能がショートしてしまうことが弱点になることが明かされている。

### 関連用語（ライダーロボ）
歴史改変マシン
歴史を思い通りに変えてしまう装置。仮面ライダー3号や「ショッカーに支配された暗黒の世界」を創りだした全ての元凶。
最終決戦で、ニンニンジャーとドライブの攻撃によりライダーロボと共に破壊され、その影響により3号や「ショッカーに支配された暗黒の世界」が消滅し、元の歴史に修復された。
テレビスペシャル『手裏剣戦隊ニンニンジャーVS仮面ライダードライブ 春休み合体1時間スペシャル』
ディー博士を複製したロイミュード089により、歴史改変マシンの試作機となる空間変異装置が完成。異なる世界から召喚することができる装置で、その副作用（反作用）として召喚されたものが世界から消えるという現象も起きる。
『dビデオスペシャル 仮面ライダー4号』
ライダーロボと共に破壊されたが、再起動しショッカー首領を実体化させる。連動していた仮面ライダーファイズ（シグナルレジェンド）のファイズアクセルが破壊されたことで完全に機能を停止する。

## 仮面ライダーファイズ（シグナルレジェンド）
『dビデオスペシャル 仮面ライダー4号』に登場。
歴史改変マシンから実体化したショッカー首領（『仮面ライダー555』の乾巧と同じ姿）がシグナルレジェンドファイズを使って変身した姿。変身後は腰にファイズドライバーとファイズフォンが装着されているが、使用はしていない。
本来の歴史では死んでいたが、巧の生に対する思いを利用して復活してファイズアクセルで度々時間をリセットしており、実体化して本物の巧と対峙した際に再び時間をリセットしようとしたが、本物の巧がフォンブラスターでファイズアクセルを破壊したことにより歴史改変マシンと共に消滅した。
シグナルレジェンドファイズ
オートバジン型のシグナルバイク。ショッカー首領の正体として登場したもう一人の乾巧が、ファイズに変身する際に使用した。
映画『スーパーヒーロー大戦GP 仮面ライダー3号』
前日譚に当たる映画本編にも登場。仮面ライダードライブがロイミュード102を撃破した後、詩島霧子のシフトカーホルダーに装着され、霧子の記憶が歴史改変の影響を受けないように保護した。

## その他の派生形態

### デスバンイーター
スーパーファミコン用ソフト『仮面ライダー』に登場。
199X年に復活したショッカー首領の姿として登場。上半身がカマキリ型、下半身が節のあるヘビ状の巨大な怪人の姿。
プレイヤーが来るまで繭の中で、細胞超活性化装置で蘇った各ステージのボスを吸収して登場する。
細胞超活性化装置
繭の中にいるデスバンイーターに力を送る装置で、復活した各ステージのボス（トカゲロン、狼男、ガラガランダ、イカデビル、ヒルカメレオン）を吸収していく。

### OOOOOO（ヘキサオーズ）
小説『S.I.C. HERO SAGA KAMEN RIDER OOO EDITION -OOZ-』に登場。
ショッカー首領がオーズドライバーをベースにさらなる改良を加え完成した六連オーズドライバーに各人造グリードのコアメダル（後述）を装填し、仮面ライダーオーズの意匠を持つ鎧を纏った髑髏という禍々しい姿に変貌した。
胸部のオーラングサークルには歴代の敵組織のレリーフが刻まれており、首領が骸骨の状態で変身したため、全身には骨の意匠が用いられている。
能力解放状態として背中から複数の触手が伸びており、劇中では常に解放した状態で登場している。
オーズのプテラ・トリケラ・ティラノのメダルを砕くなど、紫のコアメダル同様に通常では不可能なコアメダルを破壊する力を持っている。
また、漫画『仮面ライダー』でのビッグマシン同様に機械を狂わせる能力も見せており、その際に「10月計画」というフレーズを言及している。
- 以前は「大首領オーズ」の通称で呼ばれていたが、商品化に伴い現在の名称に改められた[57]。

## ショッカー首領を演じた人物

### 声優
納谷悟朗
ショッカー首領やその派生キャラクターの登場する実写作品の大半で声を担当。
仮面ライダーシリーズでは、『仮面ライダーストロンガー』のブラックサタン大首領、『スカイライダー』のネオショッカー大首領、『仮面ライダーZX』のバダン総統（#関連キャラクターを参照）、『仮面ライダーBLACK RX』のクライシス皇帝、『劇場版 仮面ライダー555 パラダイス・ロスト』のスマートブレイン社の黒幕の1人なども演じている。

その他のキャスト
関智一
- 『仮面ライダー×スーパー戦隊×宇宙刑事 スーパーヒーロー大戦乙!〜Heroo!知恵袋〜あなたのお悩み解決します!』
- 『スーパーヒーロー大戦GP 仮面ライダー3号』
- 『仮面ライダー ビヨンド・ジェネレーションズ』

大塚明夫
- 『AZITO2』

佐々木省三
- 『スーパーヒーロージェネレーション』

### スーツアクター
- 滑川広志（ゲルショッカー大首領） - 『仮面ライダー』第98話[9]
- 中村文弥（岩石大首領） - 『仮面ライダーストロンガー』第39話[58]
- 横田遼（ショッカー首領） -  『オーズ・電王・オールライダー レッツゴー仮面ライダー』

### 別キャラクターの俳優
三浦涼介
『仮面ライダーオーズ対ショッカー』（『仮面ライダーオーズ/OOO』の作中作）で担当。劇中キャラクターのアンクが演じているという設定で、本物の首領を元にした別キャラクターである。
半田健人
『dビデオスペシャル 仮面ライダー4号』で担当。正体がもう1人の乾巧という設定となっている。

## 関連キャラクター
バダン総統
『仮面ライダーZX』（『10号誕生!仮面ライダー全員集合!!』）に登場するキャラクター。ショッカー首領や過去の悪の組織との関連を疑われることもあるが、真相は不明。天空に浮かび上がった巨大な髑髏のその姿を目撃した海堂博士は、「悪霊のエネルギーに違いない」と推測した。
映像作品では、ショッカー首領を演じた納谷悟朗と関智一がそれぞれ、バダン総統の声を担当している。
ショッカー総統
『仮面ライダー 恐怖の地球温暖化計画』に登場するキャラクター。ショッカー首領との関係性は明確にはされていない。声優は柴田秀勝が担当。
ショッカー首領三世 / 大蜘蛛大首領
『仮面ライダー×スーパー戦隊 超スーパーヒーロー大戦』に登場するキャラクター。ショッカー首領との関係性は明確にはされていない。ダイアモンド☆ユカイが担当。
本郷猛
『仮面ライダー』に登場するキャラクター。原典では別キャラクターだが、小説『仮面ライダー 流星1973』では、〈大首領〉/【彼】が本郷猛と同じ姿で登場。
城茂
『仮面ライダーストロンガー』の主人公。原典では別キャラクターだが、小説『S.I.C. HERO SAGA MASKED RIDER DECADE EDITION -ストロンガーの世界-』では岩石大首領の本体が城茂とされている。
乾巧
『仮面ライダー555』の主人公。原典では別キャラクターだが、『dビデオスペシャル 仮面ライダー4号』ではショッカー首領の正体がもう一人の乾巧とされている。

### モチーフとしたキャラクター
〈大首領〉/【彼】
小説『仮面ライダー 流星1973』に登場したショッカー首領をモチーフとしたキャラクター。
元は人間だったが、【神】にまでなった存在とされ人類を守るため、【真人類】や【改造人間】を使い、【新人類】と呼ばれる超能力者を殺害していた。
トライアルB
『仮面ライダー剣』に登場するキャラクター。ショッカー首領（ゲルショッカー首領）を踏襲したデザインとされている。バックルはゲルショッカー首領登場時のアジトをモチーフとしている。